# Intel 8008
L'Intel 8008 è uno dei primi microprocessori progettati e prodotti da Intel su architettura della Computer Terminal Corporation (CTC). Rilasciato sul mercato nell'aprile del 1972, fu originariamente commissionato dalla CTC (poi Datapoint) per l'uso nel suo terminale programmabile Datapoint 2200 ma, poiché il chip fu consegnato troppo tardi e non soddisfaceva gli obiettivi di prestazioni della CTC, non fu utilizzato nel Datapoint 2200. Un accordo tra Intel e CTC permise ad Intel di vendere il chip ad altri clienti.
Il set di istruzioni dell'8008 e le seguenti CPU CISC prodotte da Intel furono fortemente influenzati dal progetto per la CTC.
Il chip (limitato dai 18 piedini del suo package dual in-line) ha un solo bus a 8 bit e richiedeva molti altri chip di supporto per il suo funzionamento. Per esempio gli indirizzi a 14 bit, che consentono l'accesso a 16 KB di memoria, devono essere memorizzati in un buffer esterno, detto Memory Address Register (MAR). Può accedere a 8 porte di input e 24 di output.
Anche se leggermente più lento in termini di MIPS rispetto al 4004 ed al 4040 (con architettura a 4 bit), il fatto che l'8008 possa elaborare dati 8 bit alla volta gli permetteva di accedere a molta più RAM rendendolo dalle 3 alle 4 volte più veloce dei processori a 4 bit.
Per i controller ed i terminali l'8008 costituiva un componente accettabile, ma era troppo difficile da utilizzare per la maggior parte degli altri scopi. Furono sviluppati alcuni computer basati su questo microprocessore, ma il vero sviluppo si sarebbe avuto con il successivo e molto migliorato Intel 8080.

## Progettisti
- CTC (Architettura e set di istruzioni): Victor Poor e Harry Pyle.
- Marcian "Ted" Hoff e Stanley Mazor proposero di implementare l'architettura della CTC in un singolo chip, usando memoria RAM register anziché memoria shift register. Essi non furono tuttavia in grado né di realizzare né di dirigere il progetto, non essendo né progettisti né esperti di tecnologie di processo. La necessaria metodologia di progetto non era ancora disponibile perché Federico Faggin la stava sviluppando per il 4004. Tale metodologia sarà successivamente applicata sia all'8008 che a tutti gli altri primi microprocessori della Intel.
- Federico Faggin divenne leader del progetto, che affidato ad Hal Feeney nel marzo 1970 era stato sospeso per circa 7 mesi, dirigendolo dal gennaio del 1971 fino al suo completamento nell'aprile del 1972.
- Hal Feeney, il progettista originario, realizzò il disegno logico dettagliato, il disegno circuitale e il layout sotto la guida di Faggin usando la stessa metodologia di progetto che Faggin aveva sviluppato per il microprocessore 4004, ed utilizzandone i circuiti.